# Leningradzka Ogólnowojskowa Wyższa Szkoła Dowódcza
Leningradzka Ogólnowojskowa Wyższa Szkoła Dowódcza im. S.M. Kirowa odznaczona dwukrotnie Orderem Czerwonego Sztandaru (ros. Ленинградское высшее общевойсковое командное дважды Краснознамённое училище имени С. М. Кирова) – radziecka wyższa szkoła wojskowa.
Zmiana koncepcji rozwoju rewolucyjnych armii i floty Rosji radzieckiej zrodziła konieczność stworzenia szkolnictwa dla potrzeb nowych kadr oficerskich. 14 lutego 1918, ogłoszono rozkaz Ludowego Komisariatu Wojskowego o utworzeniu pierwszych skróconych kursów przygotowawczych dla kadry dowódczej Armii Czerwonej. Rozpoczęto 13 kursów dla dowódców piechoty, kawalerii, artylerii i wojsk inżynieryjnych w miastach Petersburg, Moskwa, Twer, Kazań i Oranienbaum.
Zgodnie z wytycznymi dla wojskowych placówek oświatowych Piotrogrodzkiego Okręgu Wojskowego, 29 czerwca 1921 Piotrogrodzka Szkoła Piechoty została połączona z 9 Szkołą Piechoty, przyjmując nazwę 1 Piotrogrodzka Szkoła Piechoty Kadry Dowódczej RChACz.
Słuchacze szkoły uczestniczyli w wielu bitwach i potyczkach z wojskami interwencyjnymi oraz w wojnie domowej.
Główny sport słuchaczy szkoły to narciarstwo. Podczas ferii zimowych 1930, narciarski wyścig Leningrad-Pietrozawodsk liczący 424 km 19 kadetów pokonało w 7 dni. W drugiej połowie marca 1931, szkoła ukończyła przejście narciarskie Leningrad-Nowogród, 210 kilometrów, w 5 dni, rajd połączony był z ćwiczeniami taktycznymi, prowadzonymi wspólnie z jednostkami wojskowymi rozlokowanymi na trasie. 
Po ataku Niemiec na ZSRR szkoła w pełnym składzie uczestniczyła w walkach obronnych. 22 sierpnia 1941 400 kadetów zostało absolwentami i dowódcami w Armii Czerwonej bez egzaminów, udając się na front; kadeci młodszych kursów, aby kontynuować naukę, zostali wysłani na Ural - do miasta Berezniki w obwodzie permskim.
W 1998 w ramach reformy armii rosyjskiej szkołę rozwiązano.